# Rokoko-Renässans-Nutida konst
Rokoko-Renässans-Nutida konst är en triptyk målad av Carl Larsson som finns på Göteborgs konstmuseum.
Carl Larsson hade 1886 lämnat Frankrike och flyttat till Göteborg, där han blivit ombedd att vara chef för Göteborgs museums konstskola. I Göteborg fanns också konstmecenaten Pontus Fürstenberg som bad honom att dekorera trapphallen i dennes hem. Som ämnen för tre av rummets väggar föreslog han att behandla tre epoker inom nyare tidens konst: renässans, rokoko och modernism. Denna uppgift kunde Larsson endast genomföra i Paris, alltså återvände han dit på våren 1888 och till världsutställningen året därpå var triptyken så pass fullbordad, att den kunde intaga sin plats i den svenska avdelningen.
Larsson debuterade där även som skulptör. De tre stora målningarna - i olja - var infattade i ett originellt vitt ramverk med infällda figurer och blomstermotiv i högrelief.
Mittbilden, "Renässansen" framställer konstens gudinna som vaknat ur sekellång sömn och sittande på en antik sarkofag hyllas av jordens mäktige. Påven fattar med vördnad hennes hand, fursten lägger ned sin krona framför henne, en gammal konstnär trycker med vördnad en kyss på hennes skuldra. Riddersmän, lärde, kvinnor och barn böjer knä för den uppståndna. Miljön är en italiensk katedral. Som ramfigurer två målare, en ung Rafaelstyp och en munk med ett barn på sin arm.
"Rokokon" är personifierad av en herdinna som vilar i en snäcka, dragen av en delfin, och smeker en kavaljer, vars händer amoriner bundit med blomsterslingor. Sceneriet är en slottspark, i ramen en liggande flodnymf.
Den tredje bilden vill karakterisera den moderna konsten: skulpturen representeras av en kvinnostaty i lera, så livfull, att hon småleende fattar skulptören om handleden, måleriet av Carl Larsson själv, idkande friluftsmålning i sällskap med en japan, arkitekturen av Eiffeltornet, som står under byggnad, rosenskimrande i den mjuka, franska vårluften. Som ramfigur en liggande ung kvinna, kokett och pikant.
I dessa tre bilder återfinner man, anser konstvetaren Georg Nordensvan, Larssons improvisationslust och böjelse för bisarreri. På det dekorativa måleriets område var han oerfaren, triptyken blev huvudsakligen en dristig ansats och ett oförfärat kraftprov. När bilderna presenterades för allmänheten ansåg kritiken att dessa fordrande ämnen borde ha behandlats på ett mera värdigt och kärnfullt sätt.
När triptyken skulle sättas upp hemma hos Fürstenberg visade det sig att trapphallen hade byggts om så att en av väggarna hade ersatts av en öppen portik med kolonner, uppbärande en rundbåge, allt i snidat trä. Det fanns nu inte utrymme nog för triptyken och den måste tas isär. Rokoko och Nutida konst sattes upp på två av trapprummets väggar i vinkel mot varandra och skilda från varandra av en dörr som ledde in till ett smalt rum innanför, där Renässans fick placeras på långväggen. Ramverket i vitt med ränder och bårder i guld som utförts i Paris efter Larssons ritningar passade nu inte för platsen utan arkitekten Krüger hade tillverkat nya ramar i renässans. Relieferna med figur- och blomstermotiv snidades i ek av ett par skickliga lokala hantverkare. Själv var Larsson missbelåten med placeringen och talade längre fram om slutresultatet som "meningslöst och fånigt".
Fürstenberg hade i brev till Larsson gjort några anmärkningar med saker han inte var helt nöjd med. Larsson tog till sig Furstenbergs förslag; pojken i Nutidskonst fick något dämpade färger, i Rokoko fick den unga kvinnan några blommor över sitt högra lår och i Renässans fick gudinnan ett mer inspirerande ansiktsuttryck.
Triptyken ställdes också ut på Konstnärsförbundets utställning i Stockholm.